# Andranomangatsiaka
Andranomangatsiaka is een plaats en commune in het zuiden van Madagaskar, behorend tot het district Betioky Sud, dat gelegen is in de regio Atsimo-Andrefana. Tijdens een volkstelling in 2001 telde de plaats 10.348 inwoners.
De plaats biedt alleen lager onderwijs aan. 70% van de bevolking werkt als landbouwer en 25% houdt zich bezig met veeteelt. Het belangrijkste landbouwproduct is rijst; overige belangrijke producten zijn suikerriet, maniok en zoete aardappelen. Verder is 5% actief in de dienstensector.